# Iwanowka

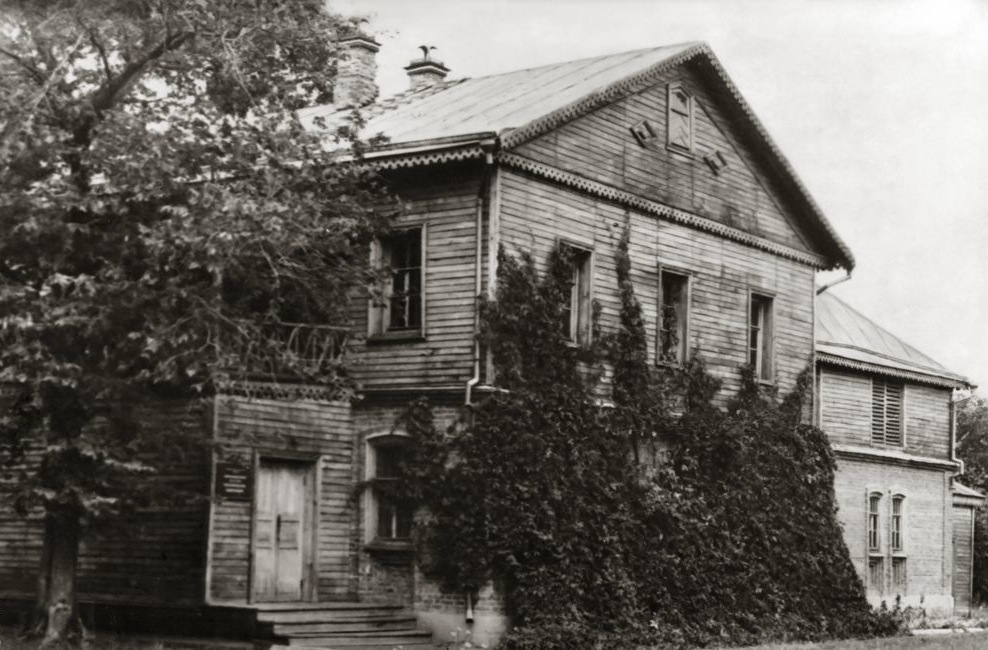
Frontowa ściana głównego domu

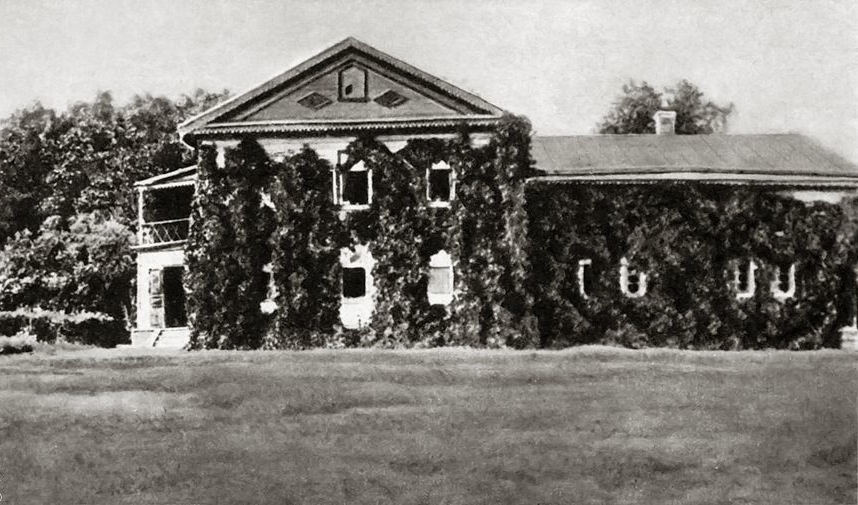
Usytuowana z dala od miasta Iwanowka była dla Rachmaninowa idealnym miejscem do pracy

Iwanowka (ros. Ивановка) – letnia rezydencja rosyjskiego muzyka Siergieja Rachmaninowa w okresie między rokiem 1890 a 1917 (aż do jego emigracji). Położona jest blisko Tambowa w Rosji. Był to rodzinny dom arystokratycznej rodziny Siergieja. W jego sielankowej atmosferze powstało wiele wczesnych arcydzieł muzyka. W 1982 otwarto tam muzeum upamiętniające życie i twórczość Rachmaninowa.